# Koturne
Koturne (gr. κόθορνος) er
en snørestøvle af læder der omslutter hele foden.
En sådan, der var udstyret med en
meget tyk korksål, anvendtes (efter sigende
indført af Aischylos) af de tragiske
skuespillere for at gøre dem højere, mere imponerende.
Senere brugtes ordet så i billedlig betydning til at
betegne den tragiske eller høje stil, "at være på koturnen".